# Kim Hyun-mee
Dans ce nom coréen, le nom de famille, Kim, précède le nom personnel.
Kim Hyun-mee, également orthographié Kim Hyeon-Mi (en coréen : 김현미), née le 20 septembre 1967, est une handballeuse internationale sud-coréenne. 
Avec l'équipe de Corée du Sud, elle participe aux jeux olympiques de 1988 où elle remporte la médaille d'or. 
En 1988, elle est élue meilleure handballeuse mondiale de l'année par l'IHF.

## Palmarès
- Jeux olympiques
  -  Médaille d'or aux Jeux olympiques de 1988 à Séoul,  Corée du Sud